# Alejandro Hannig
Alejandro Hannig, född 21 oktober 1897, död 17 februari 1987, var en friidrottare från Chile. Han deltog vid olympiska sommarspelen 1928.